# Bjørn Hasløv
Bjørn Borgen Hasløv (Copenaghen, 18 maggio 1941) è un ex canottiere danese.

## Palmarès

### Olimpiadi
- 1 medaglia:
  - 1 oro (Tokyo 1964 nel quattro senza)

### Europei
- 1 medaglia:
  - 1 argento (Amsterdam 1964 nel quattro senza)